# Холгејт (Охајо)
Холгејт (енгл. Holgate) град је у америчкој савезној држави Охајо.

## Демографија
По попису из 2010. године број становника је 1.109, што је 85 (-7,1%) становника мање него 2000. године.
| Група             | 2000.       | 2010.       |
| Белци             | 960 (80,4%) | 880 (79,4%) |
| Афроамериканци    | 1 (0,1%)    | 7 (0,6%)    |
| Азијати           | 3 (0,3%)    | 2 (0,2%)    |
| Хиспаноамериканци | 222 (18,6%) | 211 (19,0%) |
| Укупно            | 1.194       | 1.109       |